# Pozďatín
Pozďatín (in tedesco Pozdiatin) è un comune della Repubblica Ceca facente parte del distretto di Třebíč, nella regione di Vysočina.